# La vida de una mujer (1963)
La vida de una mujer (女の歴史 Onna no rekishi?) es una película japonesa dirigida por Mikio Naruse en 1963.

## Trama
Nobuko Shimizu está a cargo de un salón de belleza en los suburbios de Tokio. Vive sola con su suegra Kimiko y su único hijo Kohei, de veinticuatro años, quien es vendedor de coches en la empresa Nisshō Motors desde que dejó la universidad. Kohei se enamora de Midori, una joven que trabaja en un cabaret en Shinjuku y durante una cena en un restaurante le anuncia a su madre que quiere casarse con ella. Nobuko tiene otras ambiciones para su hijo; ve a Midori como una mujer corrompida y se opone firmemente a ello. Estalla una discusión y Kohei abandona la casa familiar para mudarse con Midori, cortando todos los lazos con su madre. Algún tiempo después, murió en un accidente automovilístico.

## Ficha técnica
- Título francés : La historia de la mujer
- Título original : (女の歴史 Onna no rekishi?)
- Realización : Mikio Naruse
- Subgerente : Masazumi Kawanishi
- Guion : Ryōzō Kasahara
- Fotografía : Jun Yasumoto
- Asamblea: Eiji Ooi
- Música : Ichiro Saitō
- Decoraciones : Satoru Chuko
- Su : Masao Fujiyoshi
- Producción : Sanezumi Fujimoto y Masakatsu Kaneko
- Compañía de producción : Toho
- País de origen : Japón
- Idioma original : Japonés
- Formato : blanco y negro — 2,35:1 — 35 mm — sonido mono
- Género : drama
- Duración : 126 minutos (metraje : 8 bobinas - 3450 m)
- Fecha de lanzamiento :
  - Japón :16 de noviembre de 1963

## Reparto
- Hideko Takamine : Nobuko Shimizu.
- Akira Takarada : Koichi Shimizu, marido de Nobuko.
- Tatsuya Nakadai : Takashi Akimoto, amigo de la infancia de Koichi.
- Natsuko Kahara : Kimiko, la madre de Koichi.
- Tsutomu Yamazaki : Kohei, el hijo de Nobuko y Koichi.
- Hiroyuki Horigome : Niño Kohei.
- Yuriko Hoshi : Midori Tominaga, esposa de Kohei.
- Kamatari Fujiwara : Kenkichi Masuda, padre de Nobuko.
- Kin Sugai : Tsune Masuda, madre de Nobuko.
- Chieko Nakakita : La cuñada de Nobuko.
- Daisuke Kato : Amigo cocinero de Akimoto.
- Keiko Awaji : Tamae Misawa.
- Mitsuko Kusabue : Shizuyo Kinoshita.
- Gen Shimizu : Masajiro, padre de Koichi.
- Masao Oda : El importuno.
- Haruo Suzuki : Hermano de Nobuko.

## Recepción
- El crítico de cine Shinbi Iida señaló en enero de 1964 en Kinema Junpō que le hubiera gustado que Naruse diera un toque más personal a esta historia de una mujer que aguanta a toda costa, a pesar de la guerra, la pobreza y los golpes del destino, tema tratado en otras varias obras. Sin embargo, destaca la escena de reconciliación entre Nobuko y Midori como una escena de antología que es la única que salva la película.[1]

## Premios y distinciones
- 1964 : Premio Mainichi Film al mejor sonido para Masao Fujiyoshi